# Klava Koka

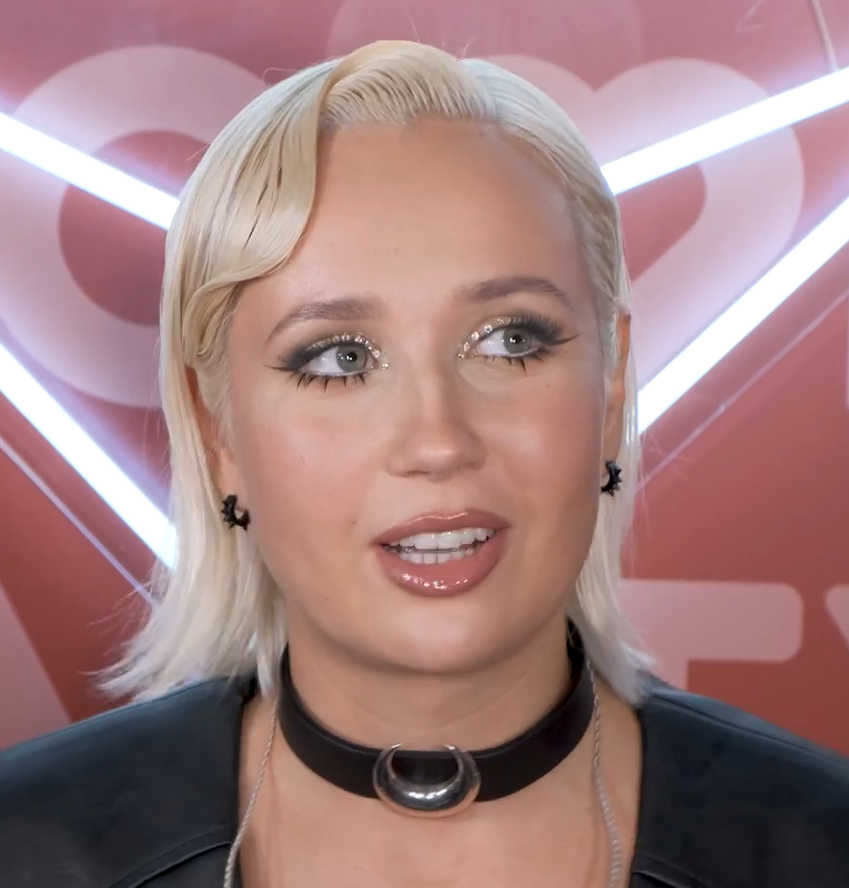
Klava Koka (2023)

Klava Koka (russisch Клава Кока; bürgerlich Klawdija Wadimowna Wyssokowa, russisch Клавдия Вадимовна Высокова; geboren am 23. Juli 1996 in Jekaterinburg) ist eine russische Sängerin, Songwriterin und YouTuberin. Wyssokowa begann ihre professionelle Karriere 2015, als sie bei der russischen Plattenfirma Black Star unter Vertrag genommen wurde, nachdem sie die Castingshow Molodaya krov („Junges Blut“) gewonnen hatte.

## Leben
Wyssokowa wuchs in Jekaterinburg auf. Als Teenagerin zog sie mit ihrer Familie nach Moskau. Nach dem Abschluss der Sekundarschule schrieb sie sich an der Russische Akademie für Volkswirtschaft und Öffentlichen Dienst beim Präsidenten der Russischen Föderation ein, um Öffentliche Verwaltung zu studieren.
Im Jahr 2012 nahm sie an dem Gesangswettbewerb Ya - artist teil, bei dem sie das Finale erreichte.

## Musikkarriere
Am 15. Juli 2014 erstellte sie ihren YouTube-Kanal, auf dem sie ab dem 15. Juli 2017 Videos mit Cover-Songs veröffentlichte.
Im Jahr 2015 veröffentlichte Wyssokowa ihr Debütalbum Kusto, bestehend aus Country-Pop-Songs. In diesem Jahr nahm sie an der Musikwettbewerbs-Show Glavnaya Stsena teil, der dritten russischen Inkarnation von The X Factor. In der Show wurde ihr Auftrittsstil von den Promi-Mentoren Diana Arbenina, Irina Allegrova, Valery Leontiev und Nikolai Noskov kritisiert.
Später im Jahr 2015 nahm Wyssokowa an der Casting-Show Molodaya krov teil, gewann schließlich und wurde vom russischen Label Black Star unter Vertrag genommen. Im folgenden Jahr wurde sie Gastgeberin der Reisesendung Oryol i Reshka.
Im Jahr 2019 änderte Klava Koka ihr Image und ihren Musikstil radikal mit der Veröffentlichung der Single Vlyublena v MDK. Sie veröffentlichte später im selben Jahr ihr zweites Studioalbum Neprilichno o lichnom, das darin enthaltene Lied I don’t care (Mne pokh) wurde zusammen mit dem russischen Rapper Morgenshtern produziert. Im Jahr 2021 wurde Wyssokowa von Forbes Russia als eine der 30 Russen unter 30 aufgeführt.
Wyssokowa ist zudem ein russisches Werbegesicht für Marken wie Pepsi, Garnier und KitKat.

## Diskografie

### Alben
- 2015: Кусто
- 2019: Неприлично о личном
- 2024: Депрессаунд

### Singles (Auswahl)
- 2019: Зая
- 2019: Мне пох (mit Morgenshtern)
- 2020: Покинула чат
- 2020: Краш (mit Niletto)
- 2020: Костёр (mit Hensy)
- 2020: Пьяную домой
- 2021: Нокаут (mit Ruki wwerch)
- 2021: ЛА ЛА ЛА
- 2021: Хочешь (mit Arthur Pirozhkov)
- 2023: Замуж
- 2023: Однажды (mit Temnee)